# Lewisville (Carolina do Norte)
Lewisville é uma cidade  localizada no estado norte-americano de Carolina do Norte, no Condado de Forsyth.

## Demografia
Segundo o censo norte-americano de 2000, a sua população era de 8826 habitantes.
Em 2006, foi estimada uma população de 12.444, um aumento de 3618 (41.0%).

## Geografia
De acordo com o United States Census Bureau tem uma área de
28,1 km², dos quais 27,8 km² cobertos por terra e 0,3 km² cobertos por água.

## Localidades na vizinhança
O diagrama seguinte representa as localidades num raio de 16 km ao redor de Lewisville.